# John Sjöborg
John Alfons Andreas Sjöborg, född 21 april 1887 i Landskrona, Malmöhus län, död 23 juli 1964 i Möllevångens församling, Malmö, var en svensk hantverksmålare, målare, tecknare och grafiker.
Han var son till skomakarmästaren Carl-Johan Sjöborg och Emelia Pärsson och gift första gången med Augusta Maria Jensen och andra gången med Edit Ingeborg Bäckström. Efter utbildning till hantverks- och dekorationsmålare var Sjöborg verksam inom målarfacket 1901–1945 innan han övergick till att helt arbeta med konstnärlig verksamhet. Han studerade konst vid Skånska målarskolan i Malmö samt för Morgens Hertz i Köpenhamn 1945–1946 samt under studieresor till Berlin och Luzern. Separat ställde han ut på SDS-hallen i Malmö 1945 och på Killbergs konstsalong i Helsingborg 1948 samt på Skånska konstsalongen 1950. Han medverkade i Helsingborgs konstförenings utställningar på Vikingsbergs konstmuseum och Konstföreningen Vi:s utställningar på Malmö rådhus. Hans konst består av stilleben, porträtt och landskapsskildringar ofta från Bornholm utförda i tempera eller träsnitt. John Sjöborg är begravd på Östra kyrkogården i Malmö.